# Портчара
Портчара́ (рос. Портчара, марій. Пӧртчара) — присілок у складі Параньгинського району Марій Ел, Росія. Входить до складу Алашайського сільського поселення.

## Населення
Населення — 44 особи (2010; 75 у 2002).
Національний склад (станом на 2002 рік):
- татари — 99 %